# Происшествие с Як-40 над Ростовом-на-Дону
Происшествие с Як-40 над Ростовом-на-Дону — авиационное происшествие с человеческими жертвами, произошедшее 13 октября 1977 года в небе в районе Ростова-на-Дону. Авиалайнер Як-40К Ростовского ОАО авиакомпании «Аэрофлот» выполнял плановый пассажирский рейс SU-075 по маршруту Ростов-на-Дону — Николаев, но в полёте у самолёта открылась дверь грузового отсека. Благодаря умелым действиям экипажа лайнер благополучно сел в Ростовском аэропорту. Из находившихся на его борту 22 человек — 18 пассажиров и 4 членов экипажа, погибли 2 пассажира, выжили 20 человек, из которых 1 получил ранения.

## Самолёт
Як-40К (К — конвертируемый вариант, для грузопассажирских перевозок) с бортовым номером 87948 (заводской — 9621245, серийный — 45-12) был выпущен Саратовским авиационным заводом 8 июня 1976 года и передан Министерству гражданской авиации, которое к 10 июня направило его в Ростовский авиаотряд Северо-Кавказского управления гражданской авиации. Всего на момент катастрофы авиалайнер имел 2486 часов налёта и 1704 посадки.

## Экипаж
Як-40 пилотировал экипаж, в состав которого входили 4 человека:
- Командир воздушного судна (КВС) — Колосов Виталий Иванович;
- Второй пилот — Гладкова Елена Ивановна;
- Бортинженер — Иващенко Виктор Алексеевич;
- Стюардесса — Лебедева З. А.

## Происшествие
13 октября 1977 года рейс 75 вылетает из Ростовского аэропорта, а рейс выполнял Як-40 борт СССР-87948, летящий из Ростова-на-Дону в Николаев, а всего на борту находились 18 пассажиров и 4 члена экипажа.
Лайнер выполнил взлёт и начал набор высоты, а затем стал выполнять первый разворот. Неожиданно при прохождении высоты 250—300 метров открылся грузовой люк, находящийся на левой стороне, и зафиксировался в верхнем положении. К люку были прикреплены 2-й и 3-й левые ряды сидений (места 2а, 2б, 3а и 3б), которые сорвало с креплений и вытянуло наружу, где они перевернулись и повисли на люке почти «верх ногами». Сидевшие в третьем ряду женщина и её шестилетний сын (места 3б и 3а соответственно) выпали из сидений, так как у ребёнка ремень был отрегулирован на взрослого, а у матери ремень был прикреплён нестандартным болтом и соскочил с крепления. Сидевший во втором ряду мужчина (место 2а) остался в сидении и провисел снаружи весь полёт. В 07:16 экипаж доложил на землю о чрезвычайном положении и начал выполнять заход на посадку малым кругом. Когда самолёт коснулся полосы и в процессе пробега снизил скорость, набегающий поток воздуха также снизился, поэтому грузовой люк опустился, после чего пассажиры смогли втянуть висящего на нём мужчину внутрь и оказать пострадавшему помощь. За исключением матери с сыном, которые разбились при ударе о землю, больше никто на борту не погиб.
31 октября 1979 года данный самолёт потерпел аварию в Краснодарском крае при вынужденной посадке вне аэродрома и получил повреждения, исключавшие его дальнейшую эксплуатацию.

## Причины
Как показало расследование, днём ранее (12 октября) борт 87948 выполнял грузовой рейс, при этом пассажирские сидения были сняты. Когда грузовой рейс был выполнен, техники Ростовского аэропорта переделали самолёт обратно в пассажирский вариант, для чего вновь установили в салоне кресла. Однако в ходе этих работ был некачественно закрыт грузовой люк, а затем технический персонал не проконтролировал состояние ручек закрытия. Экипаж в свою очередь не проверил сигнализацию грузового люка. В результате в полёте на высоте 250—300 метров разность давлений внутри и снаружи самолёта достигла 25—30 мм рт. ст., после чего вытолкнула наружу грузовой люк.

Выводы: Некачественное выполнение техническим составом работ по закрытию люка при переоборудовании самолёта в пассажирский вариант и невыполнение работ по контролю за состоянием ручек закрытия грузового люка и его сигнализации со стороны экипажа.— 